# جايسون ستيوارت
جايسون ستيوارت (بالإنجليزية: Jason Stuart)‏ هو ممثل أمريكي، ولد في 13 يناير 1959 في الولايات المتحدة.

## وصلات خارجية
- جايسون ستيوارت على موقع IMDb (الإنجليزية)
- جايسون ستيوارت على موقع ألو سيني (الفرنسية)
- جايسون ستيوارت على موقع أول موفي (الإنجليزية)
- جايسون ستيوارت على موقع قاعدة بيانات الفيلم (الإنجليزية)
- جايسون ستيوارت على موقع كينوبويسك (الروسية)